# Russ (Noorwegen)

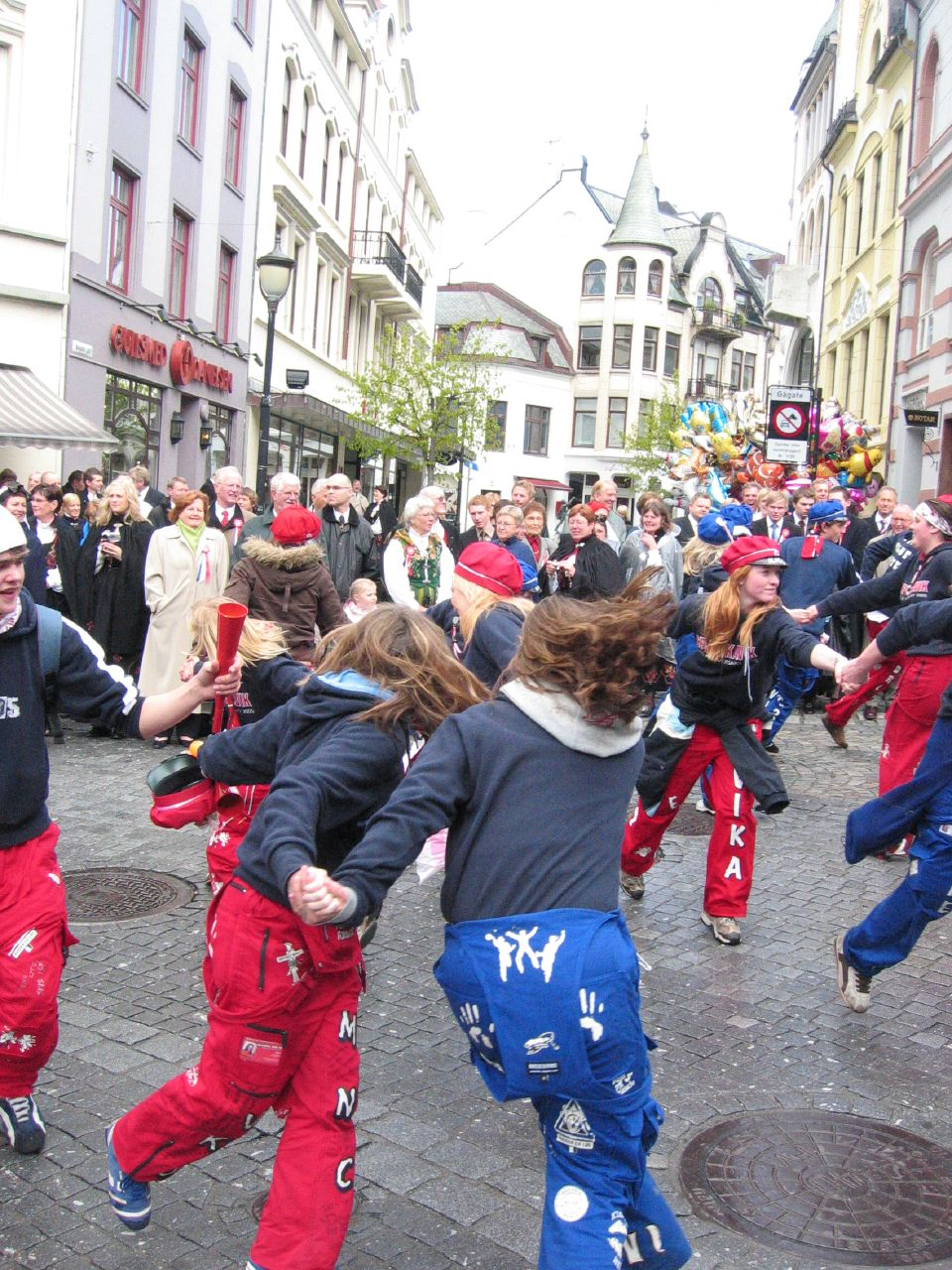
Russtog in Ålesund op 17 mei

Russ of Russfeiring is in Noorwegen de benaming voor de feesten waarmee leerlingen uitbundig afscheid nemen van hun middelbareschooltijd, in Noorwegen de Videregående skole. De traditie van deze feesten is ontstaan in 1905 in Kristiania. Het begrip Russ en de feesten stammen af van een oudere traditie in Denemarken waar het echter een inwijdingsritueel was voor studenten, vergelijkbaar met de ontgroening.
Traditioneel zijn er rode en blauwe Russ (Rødruss en Blåruss). Rødruss is de oudste groep. Om zich als bijzonder te profileren noemden de examenleerlingen van het Handelsgymnasium in Oslo zich Blåruss. Tegenwoordig zijn leerlingen die een opleiding volgen met een sterke economische component Blårus, terwijl leerlingen die een algemene opleiding doen, Rødruss zijn. 
Hoewel Russactiviteiten al na de herfstvakantie van het laatste schooljaar kunnen beginnen vindt de echte Russfeiring met name in de drie weken voor 17 mei plaats. De leerlingen dragen in deze periode een rode of blauwe overall, ze verplaatsen zich bij voorkeur in een Russebil of Russebuss (een auto, vaak een busje, dat een rijdend feestlokaal is) in hun eigen kleur, en geven elkaar bijzondere opdrachten en beloningen. De leeftijd van de meeste Russ is 18 jaar, wat in Noorwegen de leeftijd is waarop voor het eerst alcohol gedronken mag worden. Voor veel jeugdigen is de Russetid dan ook een kennismaking met alcoholische drank.
De Russetid eindigt in het algemeen op de nationale feestdag 17 mei. De speciale Russkrant, die de leerlingen hebben gemaakt, wordt op deze dag verkocht en in veel plaatsen is 's middags een aparte Russetog: een optocht waarbij de Russgangers springend en dansend door het dorp of de stad trekken. 
De eindexamens in Noorwegen vinden pas na de Russetid plaats. In het verleden is de begindatum van de examenperiode weleens vervroegd als poging om excessen van de Russ te bestrijden. Het voornaamste effect was echter dat de resultaten van de leerlingen naar beneden gingen.